# Baum
Baum je priimek več oseb:
- Friedrich Baum, nemški častnik
- Frank Lyman Baum, ameriški pisatelj, avtor Čarovnika iz Oza
- Otto Baum, nemški častnik Waffen-SS
- William Wakefield Baum, ameriški rimskokatoliški škof in kardinal
- Wilhelm Baum, avstrijski zgodovinar, teolog, filozof in založnik